# Чёрная (верхний правый приток Уя)
Чёрная — река в центральной части Челябинской области России. Правый, один из самых крупных притоков реки Уй (бассейн Тобола). Длина реки — 38 км.

## Течение
Исток речки у посёлка Углицкий Чесменского района. Высота истока около 390 м над уровнем моря. Впадает в реку Уй в 299 км от устья по правому берегу на территории Троицкого района. Высота устья около 238 м над уровнем моря.

## Притоки
Крупных притоков нет, есть множество ручейков и сухих речек, среди которых Сорокомас.

## Использование
Вблизи населённых пунктов сооружены пруды, крупнейший из которых — Харьковский. Населённые пункты: Углицкий, Ольшанка, Черноборский.

## Данные водного реестра
По данным государственного водного реестра России относится к Иртышскому бассейновому округу, водохозяйственный участок реки — Тобол от истока до впадения реки Уй, без реки Увелька, речной подбассейн реки — Тобол. Речной бассейн реки — Иртыш.